# Die Liebenden von Toledo
Die Liebenden von Toledo (Originaltitel Les Amants de Tolède, Verweistitel Der Hauptmann von Toledo) ist ein französisch-italienisch-spanisches Filmdrama von 1953 unter der Regie von Henri Decoin. Fernando Palacios trug die Verantwortung für die spanische Version. Das Drehbuch beruht auf Stendhals Novelle Le Coffre et le Revenant. Die Hauptrollen sind besetzt mit Alida Valli, Pedro Armendáriz Gérard Landry, Françoise Arnoul, José Sepúlveda, José Maria Lado und Marisa de Leza.

## Handlung
Toledo 1835: In Spanien kann sich das Regime nur mit Terror und Unterdrückung an der Macht halten. Jeden Tag finden zahlreiche Hinrichtungen statt, deren Ende nicht absehbar ist. Durch ganz besondere Brutalität fällt Don Alvaro Blas Basto y Mosquera, der Polizeichef von Toledo, auf. Die Männer, die für ihre Freiheit kämpfen, lässt er ohne viel Federlesens hinrichten. Auch Fernando de la Cierva, der mit der bildschönen Doña Inés verlobt ist, gerät in die Hände der Polizei. Eine Hinrichtung scheint ihm gewiss. Ines setzt jedoch alles daran, den Mann, den sie liebt, zu retten. Der Preis, den sie dafür zahlen muss, ist furchtbar. Nur wenn sie einwilligt, die Frau des Polizeichefs zu werden, erhält Fernando seine Freiheit. Ines bringt dieses große Opfer. Allerdings wissen weder die Menschen im Land noch Fernando, warum Ines Don Alvaros Frau geworden ist. Fernando war einige Zeit außer Landes und hat seine Verlobte danach noch nicht wieder gesehen. Das Volk ahnt nichts von dem Opfer, das Inés auf sich genommen hat, und verspottet sie auf den Straßen, sogar die Bänkelsänger schmähen sie in ihren Liedern.
Inés hält sich tapfer  und versucht, den Freiheitskämpfern und Verurteilten auf ihre ganze eigen Art zu helfen. Bis zu einem gewissen Grad ist Don Alvaro bereit, zu tun, was die Frau, deren Liebe er unbedingt erringen möchte, von ihm erwartet. Es kommt erneut zu einem Handel, der bedingt, dass sämtliche Gefangene freizulassen sind. Inés ist im Gegenzug bereit, ihrem Mann, dem sie sich bisher versagt hat, dann auch körperlich zu gehören. Als Don Alvaro sein Versprechen einhält, küsst Inés ihn freiwillig und fast ein wenig bewundernd. Alvaro scheint durch seine Liebe zu ihr ein anderer geworden zu sein, er möchte zusammen mit Inés das Land verlassen und anderswo neu beginnen.
Fernando weiß inzwischen von Inés Opfer und plant, zusammen mit ihr zu fliehen. Die erpresste Ehe ist für ihn bedeutungslos. Inés allerdings steht plötzlich vor einer Entscheidung, die sie nie für möglich gehalten hätte. Auf der einen Seite gibt es ihren Mann, der alles für sie geopfert hat, auf der anderen Seite Fernando, den sie liebt wie am ersten Tag. Als Alvaro ihr weismachen will, dass Fernando getötet worden sei, bricht es aus ihr heraus, dass sie Fernando immer lieben werde. In dieser angespannten Stimmung ersticht Alvaro seine Frau. Der hinzukommende Fernando greift Alvaro an. In einem erbitterten Kampf der Männer finden beide den Tod. Die  Liebenden von Toledo waren von Anfang an dem Tode geweiht.

## Produktion, Veröffentlichung
Es handelt sich um einen Lux-Film der Selznick-Produktion. Die Produktionsleitung lag bei Raymond Eger. Die Dreharbeiten fanden in der spanischen Hauptstadt Madrid statt.
Premiere hatte der Film am 28. Januar 1953 in Frankreich. In Spanien wurde er am 16. Februar 1953 unter dem Titel El tirano de Toledo veröffentlicht. In Finnland und der Türkei kam er 1953 in die Kinos, in den Vereinigten Staaten (New York) und Portugal im darauffolgenden Jahr. In der Bundesrepublik Deutschland war er erstmals am 16. Juli 1954  unter dem Titel Die Liebenden von Toledo zu sehen, alternativ lief er auch unter dem Titel Der Hauptmann von Toledo. In Österreich lief der Film im Mai 1955 an, dort lautete der Titel Der Tyrann von Toledo. In der damaligen Deutschen Demokratischen Republik hatte er am 27. Mai 1955 Premiere. DFF 1 zeigte ihn am 15. September 1962 erstmals im Fernsehen.
Veröffentlicht wurde der Film zudem in Argentinien, Belgien, Griechenland, Ungarn, Italien, dort unter dem Titel Gli amanti di Toledo beziehungsweise Il Tiranno di Toledo, in Norwegen, Rumänien, Schweden, im Vereinigten Königreich und im damaligen Jugoslawien. Der Arbeitstitel des Films lautete wie Stendhals Vorlage Le Coffre et le Revenant, der internationale Titel lautet The Lovers of Toledo.

## Kritik
Die Redaktion des Filmdienstes bemängelte, dass der Film „von der psychologischen Struktur seiner literarischen Vorlage nichts übrig“ lasse, war aber dennoch der Meinung: „Gut gespielter, aber nur durch Grobheiten spannender Abenteuerfilm mit einigen Schauwerten. – Ab 14.“